# Lucienne Gaillard
Lucienne Gaillard (9 juli 1929) was presidente van de 'Franse bond voor oud-verzetsstrijders in de Tweede Wereldoorlog' (ANACR) (L'Association Nationale des Anciens Combattants de la Résistance) in Picardië. Ze was de dochter van André Gaillard, die samen met zijn vrouw Françoise (alias Léon en Irma) een voorname rol speelde binnen het lokale Franse verzet.

## Biografie
Toen het dorp waar ze woonde, Abbeville, door kanonnen werd gebombardeerd in 1944, vluchtte Gaillard samen met haar gezin. Ze deden dat met de auto van haar vader. Toen ze terugkeerden, was hun huis volledig geplunderd. Haar vader begon met kleine sabotagedaden tegen de Duitse bezetters. Dit waren opschriften op muren, saboteren van machines en transporten etc. Later sloot hij zich aan bij een groep verzetsstrijders. Ze overvielen Duitse geïsoleerde posten, vooral om aan wapens te komen. André Gaillard stond beter bekend onder zijn verzetsnaam 'Léon'. Hij was een opzichter in een suikerbietenfabriek in Saint-Blimont. 

## De evolutie van de Franse 'résistance'
Het Franse verzet bestond oorspronkelijk uit enthousiaste amateurs, maar kreeg vervolgens internationale hulp. Zo kregen ze wapens van de Engelsen en werden ze geïnstrueerd door Britse undercoveragenten. Ze verloren hun autonome en eigenzinnig karakter niet. Er waren ook aparte groeperingen van verzetsstrijders in alle landen. Zo had je het Veertiende Korps van de Spaanse communisten en de R2, zijnde de geheime inlichtingendienst van de Polen. De communisten uit de Sovjet-Unie sloten na de inval van de Duitsers aan bij het verzet, evenals honderdduizenden vluchtelingen. De groei van het verzet kreeg een impuls door het groeiende protest tegen de jodenvervolging. Aanvankelijk roerde de Kerk zich niet in het nazi-regime, maar in de zomer van 1942 stelde de aartsbisschop van Toulouse, Jules-Géraud Saliège, een brief op waarin hij de Jodenvervolging fel veroordeelde. André Gaillard richtte die zomer een gevechtsgroep op met acht anderen. Deze vernielde Duitse verbindingslijnen, organiseerde wapendroppings etc. Veel van het verzetsgebeuren vond heimelijk plaats in de gezinswoning, waar ook Lucienne woonde. In 1944 was het amateuristisch groepje van André Gaillard uitgegroeid tot een ervaren guerrillacompagnie van de Forces françaises de l'intérieur (FFI), met zeven officieren, tweeëntwintig onderofficieren en honderdzestig manschappen. Ze waren nu onderdeel van één groot leger: de Vrije Fransen die in Afrika en Italië met de geallieerden meevochten en de diverse verzetsgroepen in Frankrijk zelf. (Mak, 2004)

## Rol van Lucienne Gaillard in het Franse verzet
Als lid van verzetsgroep 3e FTP du Vimeu (Lecul, 1994) bracht Lucienne Gaillard onder meer berichten over wapentransporten en locaties waar neergehaalde piloten zich bevonden naar verzetslieden, die om veiligheidsredenen overal verspreid waren. Vooral door haar jonge leeftijd wekte ze weinig wantrouwen bij de Franse en Duitse politie. Per fiets kon ze afstanden overbruggen van 30 tot 40 kilometer.